# Metro de Daca
Metro de Daca (en bengalí: ঢাকা মেট্রোরেল, Ḍhākā mēṭrōrēla) es un sistema ferroviario aprobado en construcción en Daca. Junto con un sistema de autobús BRT (Bus Rapid Transit), se ha pedido durante mucho tiempo que se resuelva la cantidad extrema de atascos y congestión en la movilidad, que se producen diariamente en toda la ciudad, una de las más pesadas del mundo. Es una parte del Plan Estratégico de Transporte (STP) de 20 años, atribuido por la Autoridad de Coordinación del Transporte de Daca (DTCA), una agencia gubernamental. 
Actualmente el sistema del metro consiste en una línea denominada MRT (tránsito rápido masivo) Línea 6, y otras líneas ferroviarias de metro se agregarán en el futuro.
La línea 6, consta de 16 estaciones elevadas, cada una de 180m de largo y 20,1 km de vías de tren ligero con electricidad. Toda la Línea 6, salvo el depósito, así como algunos de sus BRT que la acompañan, se elevarán por encima de las carreteras actuales, principalmente por encima de las medianas de la carretera para permitir el flujo del tráfico debajo, con estaciones también elevadas. 
La construcción comenzó el 26 de junio de 2016 con una ceremonia de inauguración presidida por el actual primer ministro Sheikh Hasina . La obra civil está siendo realizada por Italian-Thai Development Public Company Ltd. y Sinohydro Corporation Ltd. JV y una empresa constructora con sede en Tokio está desarrollando el terreno del depósito.